# Korytarz nad Dziurawem
Korytarz nad Dziurawem (D-9, Korytarz w Dziurawem) – jaskinia w Dolinie Miętusiej w Tatrach Zachodnich. Wejście do niej położone jest w lewej części Twardej Galerii, u podnóża Harnasiowych Czub, na wysokości 1590 metrów n.p.m. Długość jaskini wynosi 18 metrów, a jej deniwelacja 6 metrów.

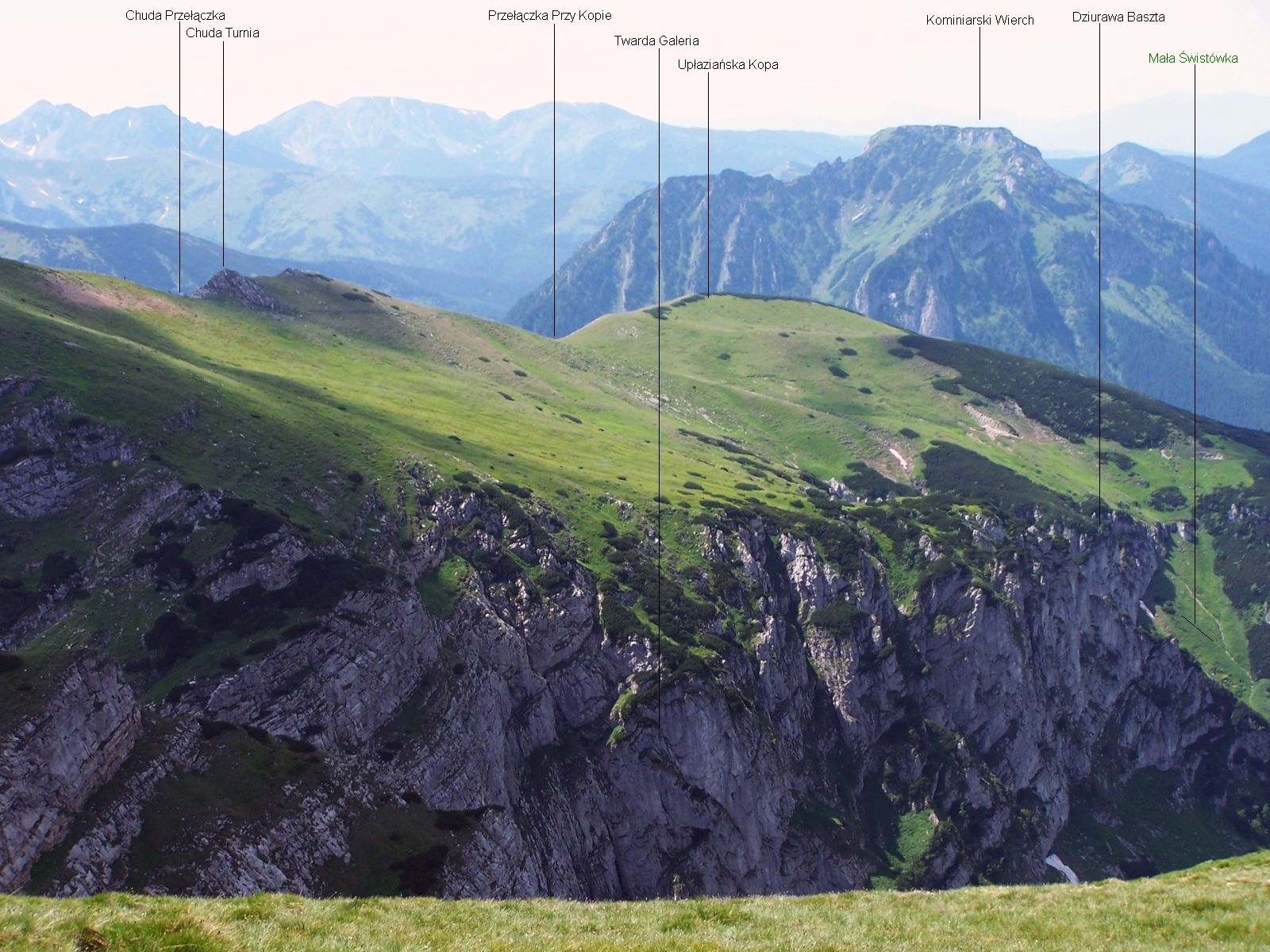
Pośrodku u dołu ściana Twardej Galerii

## Opis jaskini
Jaskinię stanowi idący w dół korytarz zaczynający się w otworze wejściowym i dochodzący do rozgałęzienia. Stąd w lewo ciąg prowadzi do małej salki, natomiast prosto, po paru metrach, korytarz kończy się namuliskiem.

## Przyroda
Nacieki w jaskini nie występują. Brak jest też w niej roślinności.

## Historia odkryć
Jaskinia była prawdopodobnie znana od dawna. Jednak pierwszą informację o niej opublikował M. Rutkowski w 1970 roku.